# Lukáš Endál
Lukáš Endál (ur. 8 grudnia 1986) – czeski hokeista.

## Kariera
- HC Havlíčkův Brod U18 (2000-2002)
- Slavia Praga U18 (2002-2003)
- Slavia Praga U20 (2003-2006)
- Slavia Praga (2006-2011)
  -  HC Havlíčkův Brod (2006-2011)
- KLH Chomutov (2011-2012)
- HC Pardubice (2012, 2013-2014)
- HC Havlíčkův Brod (2012-2014)
- Ciarko PBS Bank KH Sanok (2014-2015)
- BK Havlíčkův Brod (2015-2018)
  -  Slavia Praga (2016-2018)
- HC Czeskie Budziejowice (2018-2020)
- HC Poruba (2020-2021)
- HC Tabor (2021-2022)
- HC Dynamo Pardubice B (2022-)

Wychowanek Slavii Praga. Podczas kariery, od 2000 do 2014 był wielokrotnie przekazywany w formie wypożyczenia do klubu w mieście Havlíčkův Brod. W tym czasie występował w czeskiej ekstralidze i 1. lidze. W czerwcu 2014 został zawodnikiem rosyjskiego klubu Jużnyj Urał Orsk, jednak ostatecznie nie zagrał w tym klubie. Na początku listopada 2014 odszedł z HC Rebel Havlíčkův Brod. Od listopada 2014 zawodnik Ciarko PBS Bank KH Sanok w rozgrywkach Polskiej Hokej Ligi. Po sezonie Polska Hokej Liga (2014/2015) odszedł z klubu. Od sierpnia 2015 ponownie zawodnik macierzystego zespołu z BK Havlíčkův Brodu. Od końca października 2016 stał się równolegle także zawodnikiem Slavii Praga, będąc uprawnionym do występów w obu klubach. Od maja 2018 zawodnik HC Czeskie Budziejowice. W marcu 2020 odszedł z tego klubu. W maju 2020 został graczem HC Poruba. W maju 2021 został zaangażowany przez HC Tabor. Pod koniec września 2022 wypożyczony do HC Dynamo Pardubice B.

## Sukcesy
Klubowe
- Awans do 1. ligi czeskiej: 2006 z HC Havlíčkův Brod
- Srebrny medal mistrzostw Czech: 2009 ze Slavią Praga
- Brązowy medal mistrzostw Czech: 2010 ze Slavią Praga
- Mistrzostwo 1. ligi czeskiej: 2012 z KLH Chomutov
- Awans do ekstraligi: 2012 z KLH Chomutov
- Finał Pucharu Polski: 2014 z Ciarko PBS Bank KH Sanok

Indywidualne
- 1. liga czeska 2010/2011:
  - Pierwsze miejsce w klasyfikacji strzelców w fazie play-off: 8 goli
  - Pierwsze miejsce w klasyfikacji +/- w fazie play-off: +9